# Georg Kenzler
Georg Kenzler (* 20. Oktober 1884 in Mannheim; † 1. Januar 1959 in Ost-Berlin) war ein kommunistischer Politiker.
Der Sohn eines gewerkschaftlich aktiven Schmiedes musste mit seinen Eltern nach der politisch motivierten Entlassung des Vaters mit seiner Familie aus Mannheim nach Frankenthal übersiedeln, wo er das Schlosserhandwerk erlernte. Nach seiner Lehre einige Jahre auf Wanderschaft, schloss er sich der sozialistischen Arbeiterjugendbewegung und 1908 der SPD an.
1917 trat der Gegner der Burgfriedenspolitik der SPD-Führung der neu gegründeten USPD bei, wurde 1918 kurz zum Militärdienst in eine Pioniereinheit eingezogen und beteiligte sich in seiner Heimatstadt Mannheim an der Novemberrevolution. Ende 1920 schloss sich Kenzler gemeinsam mit dem linken USPD-Flügel mit der KPD zusammen, 1921 wurde er Ortsvorsitzender, 1922 Stadtverordneter und hauptamtlicher Sekretär der KPD. Zum „linken“ Flügel um Ruth Fischer zählend, wurde er Anfang 1924 Politischer Leiter des Parteibezirks Baden und im Mai des Jahres in den Reichstag gewählt, dem er bis 1928 angehörte. In den darauffolgenden Jahren wurde Kenzler auf Grund seiner Funktion als presserechtlich Verantwortlicher der Mannheimer Arbeiterzeitung mehrmals wegen presserechtlicher Verstöße verhaftet, musste auf Grund seiner Abgeordnetenimmunität jedoch nach kurzer Zeit jeweils wieder freigelassen werden.
Nach dem Sturz der Parteiführung um Ruth Fischer und Arkadi Maslow 1925 wurde er von der Thälmann-Führung 1926 von seinen Parteifunktionen enthoben, zählte mit Jakob Ritter zu den wichtigsten Exponenten der Parteilinken in Baden und wurde nach der Teilnahme an einer Versammlung mit Hugo Urbahns im Juli 1927 aus der Partei ausgeschlossen und trat der Parlamentsgruppe Linke Kommunisten bei; das Parteiverfahren gegen ihn verglich er dabei mit einem Inquisitionstribunal. Nach der Reichstagsauflösung 1928 kurzzeitig verhaftet, trat er erfolglos für den Leninbund bei den Reichstagswahlen an und eröffnete kurzzeitig eine Gastwirtschaft in Mannheim. 1929 verließ er auch den Leninbund und trat wieder der SPD bei und siedelte nach Berlin über, wo er zu anderen aus der KPD ausgeschlossenen Parteilinken Kontakt hielt und als Versicherungsangestellter arbeitete.
Während der Zeit des Dritten Reiches mehrfach inhaftiert und aus seiner bisherigen Stellung entlassen, konnte er nach der Befreiung 1945 wieder bei einer Versicherung arbeiten und trat später auch der SED bei, ohne in dieser Funktionen wahrzunehmen; der Politik der SED kritisch gegenüberstehend zog er sich in seinen letzten Lebensjahren von der Politik zurück.